# زاوية سالم
قرية زاوية سالم هي إحدى القرى التابعة لمركز أبو المطامير في محافظة البحيرة في جمهورية مصر العربية. حسب إحصاءات سنة 2006، بلغ إجمالي السكان في زاوية سالم 7410 نسمة، منهم 3708 رجل و3702 امرأة.